# Annales de Quedlinbourg
Pour les articles homonymes, voir Annales (homonymie).

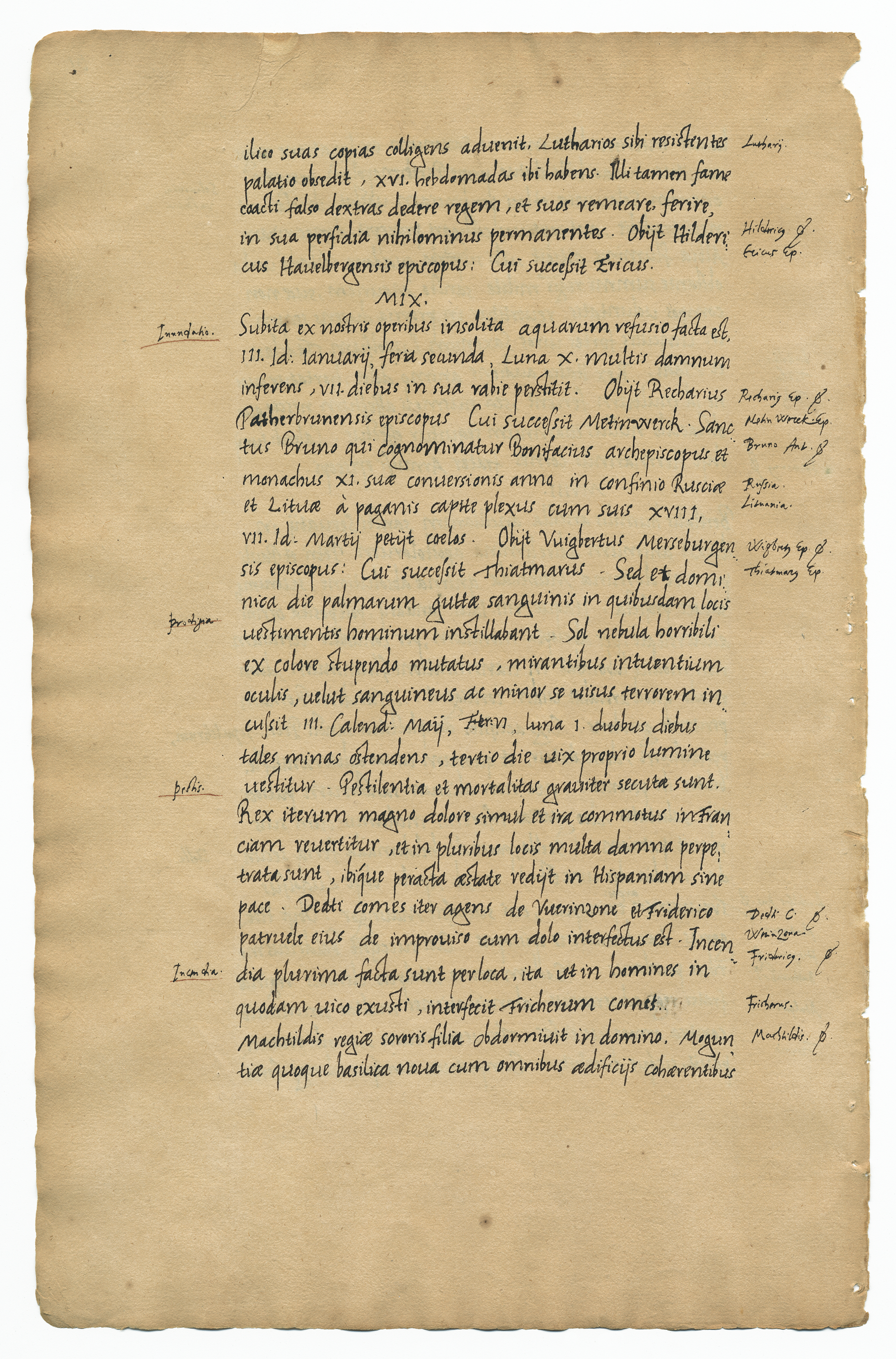
Verso du folio 31 du manuscrit des Annales de Quedlinbourg.

Les Annales de Quedlinbourg offrent une description complète des années 984 à 1020. Elles ont aussi été rédigées (en latin) au cours de cette période, mais n'ont survécu que dans une copie manuscrite du XVIe siècle.
Elles s'ouvrent sur une histoire du monde, qui s'appuie sur les Annales Hersfeldenses et les Annales Hildesheimenses majores. À partir de 702, le récit prend la forme d'Annales, puis à partir de 913 adopte des formes plus variées. Il y a une lacune pour les années entre 961 et 983, puis à partir de 984 les faits rapportés sont indépendants de toutes les autres sources connues.
Récemment, Martina Giese a émis l'hypothèse que le rédacteur était une femme, certainement rattachée à la communauté de Quedlinbourg.

## Éditions
- Die Annales Quedlinburgenses, vol. 72 : Scriptores rerum Germanicarum in usum scholarum separatim editi, Hanovre, MGH, 2004 (lire en ligne)
- Annales, chronica et historiæ ævi Saxonici, vol. 3, Hanovre, MGH Scriptores, 1839, in-folio (lire en ligne), p. 22–90

## Critiques de l'édition la plus récente
- (en) Felice Lifshitz, « Review of Martina Giese's Annales Quedlinburgenses », The Medieval Review,‎ 2006 (lire en ligne)
- (de) Ludger Körntgen, « Rezension von: Martina Giese (Hg.) : Die Annales Quedlinburgenses (Hahnsche Buchhandlung, Hanovre, 2004) », sehepunkte 7, no 3,‎ 15 mars 2007 (lire en ligne)
- (de) Caspar Ehlers, « Rezension zu Die Annales Quedlinburgenses (Hg. von Martina Giese) », Concilium medievi ævi, no 9,‎ 2006, p. 1017-1019 (lire en ligne)
- (de) Recensions